# جاميل أنطونيو
جاميل أنطونيو مات (بالإنجليزية: Jamille Antonio Matt)‏ هو لاعب كرة قدم جامايكي محترف يلعب في نادي فورست غرين روفرز .